# Sonic Attack
Albums de Hawkwind
Levitation
(1980) Church of Hawkwind
(1982)
Singles
1. Angels of Death
Sortie : 1981

Sonic Attack est le onzième album studio du groupe de space rock britannique Hawkwind. Il est sorti en 1981 sur le label Active Records (en), une filiale de RCA Records.
À la suite du départ de Ginger Baker, Martin Griffin, qui avait participé à l'album 25 Years On, retrouve sa place derrière la batterie. Le claviériste Keith Hale quitte également Hawkwind au même moment, mais il n'est pas remplacé, et les parties de claviers sont assurées par Dave Brock et Harvey Bainbridge sur cet album.
L'écrivain de fantasy Michael Moorcock, collaborateur de longue date de Hawkwind, écrit les paroles de plusieurs chansons.

## Fiche technique

### Chansons

#### Album original
| 1. | Sonic Attack        | Michael Moorcock, Hawkwind | 4:47 |
| 2. | Rocky Paths         | Huw Lloyd-Langton          | 4:00 |
| 3. | Psychosonia         | Michael Moorcock, Hawkwind | 2:32 |
| 4. | Virgin of the World | Harvey Bainbridge          | 4:32 |
| 5. | Angels of Death     | Dave Brock                 | 5:42 |

| 6.  | Living on a Knife Edge | Dave Brock                          | 4:48 |
| 7.  | Coded Languages        | Michael Moorcock, Harvey Bainbridge | 4:50 |
| 8.  | Disintegration         | Dave Brock                          | 1:05 |
| 9.  | Streets of Fear        | Dave Brock                          | 4:09 |
| 10. | Lost Chances           | Michael Moorcock, Dave Brock        | 5:44 |

#### Rééditions
Sonic Attack a été réédité au format CD en 1996 par les labels Emergency Broadcast System (au Royaume-Uni) et Griffin (aux États-Unis) avec une chanson bonus :
| 11. | Transdimensional Man (face B du single Angels of Death) | Dave Brock | 5:05 |

La réédition remasterisée de l'album parue en 2009 chez Atomhenge inclut un disque bonus composé de démos et de versions alternatives.
| 1.  | Angels of Death (version single)                                                 | Dave Brock                                       | 3:41 |
| 2.  | Transdimensional Man (face B du single Angels of Death)                          | Dave Brock                                       | 4:00 |
| 3.  | Sonic Attack (première version)                                                  | Michael Moorcock, Hawkwind                       | 3:31 |
| 4.  | Out of the Void (démo de Joker at the Gate, parue sur Church of Hawkwind)        | Dave Brock, Harvey Bainbridge                    | 2:08 |
| 5.  | Lost Chances (version longue)                                                    | Michael Moorcock, Dave Brock                     | 7:09 |
| 6.  | Streets of Fear (autre version)                                                  | Dave Brock                                       | 5:49 |
| 7.  | Devilish Dirge (démo de The Church, parue sur Church of Hawkwind)                | Dave Brock, Huw Lloyd-Langton                    | 3:53 |
| 8.  | The End of Earth City (démo de Fall of Earth City, parue sur Church of Hawkwind) | Dave Brock, Harvey Bainbridge, Huw Lloyd-Langton | 6:30 |
| 9.  | Living on a Knife Edge (version longue)                                          | Dave Brock                                       | 6:45 |
| 10. | The Speed of Light (démo de Transdimensional Man)                                | Dave Brock                                       | 7:57 |

### Musiciens
- Dave Brock : guitare, claviers, chant
- Huw Lloyd-Langton : guitare, chœurs
- Harvey Bainbridge : basse, claviers, chœurs
- Martin Griffin : batterie
- Michael Moorcock : chant sur Coded Languages

### Classements et certifications
| Classement                    | Meilleure position |
| ----------------------------- | ------------------ |
| Royaume-Uni (UK Albums Chart) | 19                 |